# 尾張屋清七
尾張屋 清七（おわりや せいしち、生没年不詳）とは江戸時代末期の江戸の地本問屋。

## 来歴
金鱗堂と号す。幕末期に江戸の麹町6丁目の家主であり、地本問屋を営業している。2代目歌川広重（喜斎立祥）の錦絵を出版したほか、江戸切絵図の版元として知られた。

## 作品
- 『大名小路神田橋内内桜田之図』 景山到恭編 嘉永2年（1849年）
- 『江戸切絵図』 錦絵入 嘉永2年（1849年）‐明治3年（1870年）
- 2代目歌川広重 「横浜巌亀楼上」 大判3枚続 万延1年（1860年）
- 2代目歌川広重「神奈川横浜一覧」 大判3枚続 万延1年
- 喜斎立祥 「鎌倉栄餅香」 大判2枚続 慶応3年（1867年）